# Idaea humeraria
Idaea humeraria är en fjärilsart som beskrevs av Walker 1862. Idaea humeraria ingår i släktet Idaea och familjen mätare. Inga underarter finns listade i Catalogue of Life.